# Льюисберг (Западная Виргиния)
Льюисберг (англ. Lewisburg) — город в штате Западная Виргиния, США. Он является административным центром округа Гринбрайер. В 2010 году в городе проживало 3830 человек.

## Географическое положение и транспорт
Льюисберг находится на юге штата Западная Виргиния на пересечении дорог US 219, US 60 и I-64. По данным Бюро переписи населения США город имеет общую площадь в 9,87 км².

## История

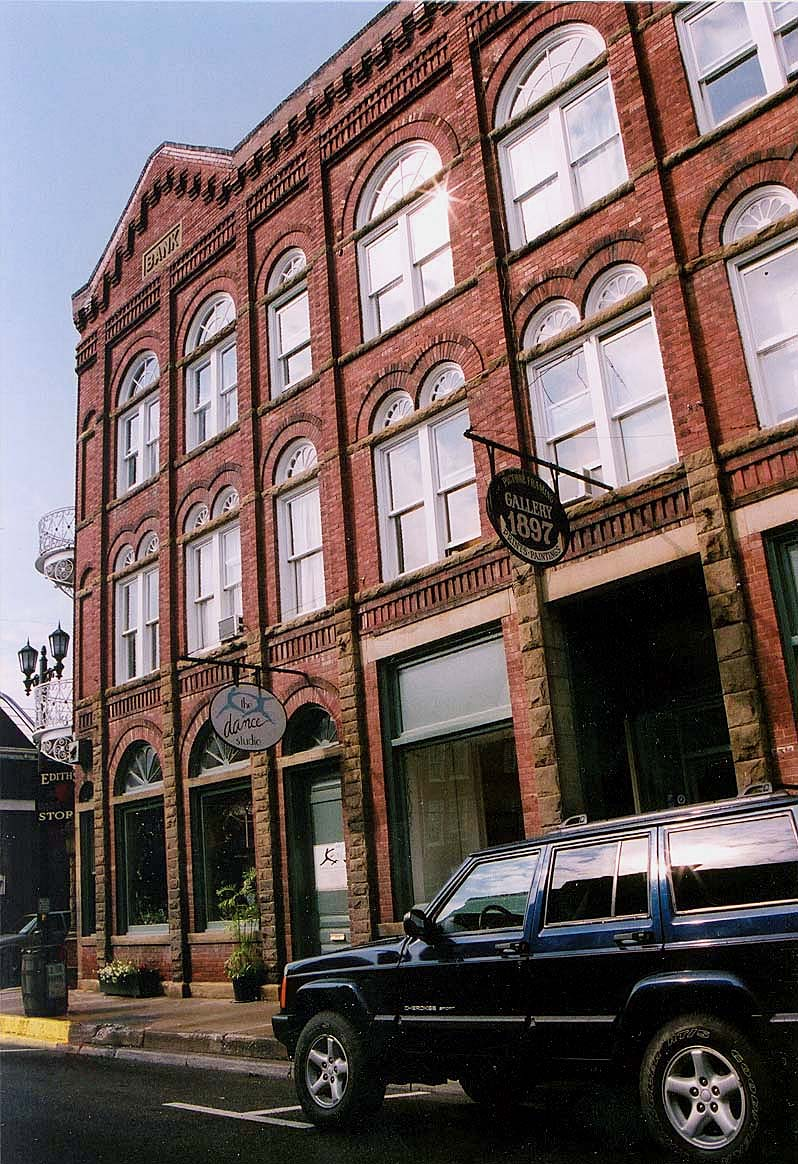
Нижний город Льюисберга

Льюисберг был основан решением Генеральной ассамблеи Виргинии в 1782 году. Ранее территория города была известна как форт Савана, лагерь Юнион или Биг-Левелз. Поселенцы Джон Льюис и его сыновья, Томас и Эндрю, жили возле источника воды Льюис-Спринг во время исследования местности в 1751 году. К 1770 году около него был построен форт Савана (англ. Fort Savannah). В 1774 году губернатор Виргинии Данмор поручил Эндрю Льюису собрать ополченцев для отражения нападений индейцев на долину Гринбрайер. Часть ополченцев собралась в форте Юнион (на месте современного Льюисберга), а затем спустились по рекам Нью-Ривер и Канова к реке Огайо, около которой произошла битва при Пойнт-Плезант. Развитие Льюисберга было связано с фортом и военными, проживающими в городе. После 1831 года в Льюисберге проводились ежегодные сессии Верховного суда Виргинии. Во время Гражданской войны 23 мая 1862 года в Лююисберге произошло сражение. Союзники под командованием Джорджа Кука победили южан. 

## Население
По данным переписи 2010 года население Льюисберга составляло 3830 человек (из них 46,6 % мужчин и 53,4 % женщин), было 1892 домашних хозяйства и 989 семей. Расовый состав: белые — 90,5 %, афроамериканцы - 5,4 %, коренные американцы — 0,3 %, азиаты — 1,9 % и представители двух и более рас — 1,4 %.
Из 1892 домашних хозяйств 41,3 % представляли собой совместно проживающие супружеские пары (12,4 % с детьми младше 18 лет), в 8,2 % домохозяйств женщины проживали без мужей, в 2,7 % домохозяйств мужчины проживали без жён, 49,7 % не имели семьи. В среднем домашнее хозяйство вели 2,01 человека, а средний размер семьи — 2,73 человека.
Население города по возрастному диапазону распределилось следующим образом: 17,3 % — жители младше 18 лет, 2,1 % — между 18 и 21 годами, 56,1 % — от 21 до 65 лет и 24,1 % — в возрасте 65 лет и старше. Средний возраст населения — 46,1 года. На каждые 100 женщин приходилось 87,1 мужчины, при этом на 100 совершеннолетних женщин приходилось уже 85,6 мужчин сопоставимого возраста.
В 2014 году из 3309 трудоспособных жителей старше 16 лет имели работу 1582 человека. При этом мужчины имели медианный доход в 85 638 долларов США в год против 45 170 долларов среднегодового дохода у женщин. В 2014 году медианный доход на семью оценивался в 75 216 $, на домашнее хозяйство — в 56 347 $. Доход на душу населения — 33 015 $. 13,9 % от всего числа семей и 22,4 % от всей численности населения находилось на момент переписи за чертой бедности.
Динамика численности населения:
|  |

## Климат
По классификации климатов Кёппена климат Льюисберга относится к субтропическому муссонному (Cfa). Климат города характеризуется относительно высокими температурами и равномерным распределением осадков в течение года. Летом он находится под влиянием влажного, морского воздуха с океана. Лето обычно является более влажным, чем зима. Средняя температура в году — 10,9 °C, самый тёплый месяц — июль (средняя температура 21,7 °C), самый холодный — январь (средняя температура -0,2 °C). Среднее количество осадков в году 983 мм.
| Показатель                    | Янв. | Фев. | Март | Апр. | Май  | Июнь  | Июль | Авг. | Сен. | Окт. | Нояб. | Дек. | Год  |
| ----------------------------- | ---- | ---- | ---- | ---- | ---- | ----- | ---- | ---- | ---- | ---- | ----- | ---- | ---- |
| Средний суточный максимум, °C | 5,3  | 6,8  | 12,2 | 18   | 23   | 26,6  | 28,3 | 27,7 | 24,7 | 19,2 | 12,2  | 6,4  | 17,5 |
| Средняя температура, °C       | −0,2 | 0,8  | 5,4  | 10,7 | 15,7 | 19,81 | 21,7 | 21,1 | 17,8 | 11,7 | 5,7   | 0,9  | 10,9 |
| Средний суточный минимум, °C  | −5,8 | −5,1 | −1,4 | 3,3  | 8,4  | 12,9  | 15   | 14,5 | 10,8 | 4,3  | −0,7  | −4,6 | 4,3  |
| Норма осадков, мм             | 77   | 69   | 90   | 83   | 94   | 95    | 102  | 93   | 71   | 68   | 64    | 77   | 984  |
| Источник: Погода и климат     |      |      |      |      |      |       |      |      |      |      |       |      |      |